# Grip Inc.
Grip Inc. est un groupe de groove et thrash metal américain, originaire de Los Angeles, en Californie. Grip Inc. est un projet parallèle de Dave Lombardo, le batteur de Slayer. Le groupe sort quatre albums entre 1995 et 2004.

## Biographie
Le noyau dur du groupe est initialement formé en 1993 par Dave Lombardo, le producteur germano-polonais Waldemar Sorychta et le chanteur anglais Gus Chambers, le poste de bassiste sera lui occupé par plusieurs musiciens au fil de leur carrière,. Le groupe tourne en Europe avec Kreator (1995) ou en compagnie de Samael et Lacuna Coil (1999). En 1997, le groupe publie son deuxième album studio, intitulé Nemesis. Le retour de Lombardo dans Slayer en 2001, ainsi que ses activités au sein de Fantômas, ne permettent pas à Grip Inc. d'assurer une bonne promotion à ses derniers albums. En 2004, Chaz Grimaldi joue de la basse au sein de Grip Inc. Cette même année sort leur quatrième album studio, Incorporated. Le groupe se dissout finalement en 2006.
Le 16 août 2008, Enemy of the Sun, le nouveau groupe de Waldermar Sorychta, donne un concert de reprises de Grip Inc. en compagnie de Gus Chambers, alors chanteur du groupe allemand Squealer A.D., lors d'un festival à Bochum.
Deux mois plus tard, le 13 octobre 2008, Chambers meurt à l'âge de 52 ans à cause d'une surdose d'alcool et de médicaments.  En avril 2013, le magazine allemand Rock Hard annonce la réunion du groupe avec Dave Lombardo, Kerry King, et Casey Chaos d'Amen. En 2015, le groupe publie un EP quatre titres sous forme numérique en hommage à leur ancien chanteur.

## Membres

### Derniers membres
- Waldemar Sorychta (Enemy of the Sun) - guitare (1993-2006)
- Dave Lombardo - batterie (1993-2006)

### Anciens membres
- Stuart Carruthers - basse
- Chaz Grimaldi (Steve Grimmett's Grim Reaper) - basse (1993)
- Bobby Gustafson (Overkill) - guitare (1993)
- Jason Viebrooks (Heathen) - basse (1995-1997)
- Gus Chambers (Squealer A.D.) - chant (1993-2008 ; décédé en 2008)

## Discographie
- 1995 : Power of Inner Strength
- 1997 : Nemesis
- 1999 : Solidify
- 2004 : Incorporated
- 2015 : Hostage to Heaven (EP)